# Lars Arvad
Lars Arvad (født 25. august 1979) er en dansk skuespiller og revydirektør. Han er uddannet ved Århus Teater i 2006. Han skabte Odense Vinterrevy, som eksisterede fra 2009 til 2015. I 2016 lavede han endnu en revy, nemlig Odense Sommerrevy. Lars Arvad har tidligere medvirket i Grønnegårds Teaterets familieforestilling i København.
Arvad har i flere omgange parodieret Nikolaj Jacobsen i Odense Sommerrevy.